# Tuy Ninh (tỉnh)
Tuy Ninh (giản thể: 绥宁省; phồn thể: 綏寧省) là một tỉnh cũ tại Trung Quốc. Lãnh thổ Tuy Ninh nằm tại khu vực đông nam tỉnh Hắc Long Giang ngày nay. Từ ngày 8 đến ngày 10 tháng 4 năm 1946, hội nghị lâm thời quyết định sáng kiến thành lập tỉnh Tuy Ninh, quản lý hai thành phố Mẫu Đơn Giang và Đông An và các huyện Ninh An, Mục Lăng, Đông Ninh, Tuy Dương, Kê Ninh, Mật Sơn, Hổ Lâm, Lâm Khẩu, tỉnh lị đặt tại Mẫu Đơn Giang. Tháng 5 năm đó, huyện Lâm Khẩu và khu Ngũ Hà Lâm của thành phố Mẫu Đơn Giang hợp thành huyện Ngũ Lâm. Tháng 6, thành phố Đông An cùng ba huyện Mật Sơn, Kê Ninh và Hổ Lâm được chuyển cho tỉnh Hiệp Giang quản lý. Tháng 8 năm đó, lập thêm huyện Tân Hải. Như vậy tỉnh Tuy Ninh còn lại một thành phố và bảy huyện.
Ngày 24 tháng 9 năm 1946, ủy ban hành chính cơ quan liên hợp các tỉnh thị Đông Bắc (gọi tắt là Đông Bắc chính liên) quyết định giải thể tỉnh Tuy Ninh và thành lập đặc khu Mẫu Đơn Giang quản lý tỉnh Tuy Ninh trước đây gồm 1 thành phố và 7 huyện. Ngày 17 tháng 10 cùng năm, chính phủ tỉnh Tuy Ninh chính thức bị bãi bỏ. Ngày 18, chính quyền đặc khu Mẫu Đơn Giang bắt đầu quản lý về hành chính, đặt tại Mẫu Đơn Giang và trực thuộc Đông Bắc chính liên. Ngày 20 tháng 8 năm 1947, ủy ban hành chính Đông Bắc quyết định hợp nhất đặc khu Mẫu Đơn Giang, tỉnh Hiệp Giang và đặc khu Đông An thành tỉnh Mẫu Đơn Giang.